# Piotr Orseolo

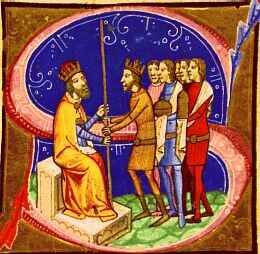

Piotr Orseolo (ur. 1011, zm. 1046 lub 30 sierpnia 1059) – król Węgier w latach 1038–1041 i 1044–1046.

## Wczesne lata w Wenecji i ucieczka na Węgry
Piotr przyszedł na świat w Wenecji. Jego ojcem był doża wenecki Otton Orseolo, zaś matką siostra króla Węgier, Stefana I.
W 1026 r. w wyniku powstania w Wenecji Otton Orseolo utracił stanowisko doży i zbiegł do Konstantynopola. Piotr nie udał się wraz z ojcem do Bizancjum. Podążył ze swoją matką na Węgry, gdzie oboje znaleźli się na dworze królewskim Stefana I.
2 września 1031 r. jedyny syn Stefana, szykowany na dziedzica tronu Emeryk poniósł śmierć w czasie polowania. W tej sytuacji wuj Piotra właśnie jego wyznaczył na swojego następcę. Chciał mieć bowiem gwarancję, że zaprowadzone przezeń na Węgrzech chrześcijańskie porządki nie skończą się wraz z jego śmiercią. Z tą decyzją króla nie potrafił pogodzić się jego krewniak, zwolennik pogaństwa Vazul, który wziął udział w spisku mającym na celu pozbawienie życia Stefana. Jednak ów spisek nie powiódł się, a Vazula oślepiono i wlano mu do uszu roztopiony ołów. Gniew Stefana dotknął również synów niedoszłego królobójcy: Leventego, Andrása i Béli, którzy zostali wygnani z kraju. Po tych tragicznych wydarzeniach Stefan I potwierdził prawa Piotra do następstwa tronu, ale ten musiał wpierw uroczyście przysięgnąć, że po śmierci Stefana nie naruszy dóbr jego żony Gizeli.

## Pierwsze panowanie
Kiedy po śmierci króla Stefana (15 VIII 1038) Piotr obejmował tron nikt nie wystąpił przeciwko niemu z otwartym sprzeciwem. Nowy władca był zdecydowanym zwolennikiem chrześcijańskich porządków i stanowczo tępił pogańskie obyczaje, wprowadzając ostre zarządzenia przeciwko praktykującym dawne wierzenia. Ponadto Piotr zwiększał powinności płatnicze na rzecz skarbu królestwa.
Piotr był niechętny węgierskim możnym. W otoczeniu króla dominowali Niemcy i Włosi, którzy byli jego doradcami.
W 1041 r. Piotr skonfiskował dobra należące do wdowy po Stefanie, Gizeli, choć przysięgał, że tego nie uczyni. Ponadto uwięził dwóch biskupów, którzy usiłowali wstawić się za Gizelą. W końcu powyższe posunięcia władcy sprawiły, że zawiązała się przeciwko niemu opozycja. Jej członkowie zgładzili jednego z bliskich współpracowników Piotra imieniem Budó. Wkrótce sam król musiał uciekać z kraju na dwór swojego szwagra, margrabiego Marchii Austriackiej Adalberta. Po jego ucieczce przywódcy opozycji obwołali królem szwagra Stefana I, Samuela Abę.

## Na wygnaniu
W październiku 1041 r. Piotr Orseolo udał się do przebywającego w Ratyzbonie cesarza Henryka III. Zaoferował mu zwierzchnictwo lenne nad Węgrami w zamian za przywróceniu mu tronu królewskiego. Niemiecki władca zgodził się, ale nim wyruszył ze swoją armią nad Dunaj musiał uporać się z wewnętrznymi problemami w Rzeszy.
Cesarskie wojska wkroczyły w granice państwa węgierskiego dopiero we wrześniu 1042 r., zdobywając dziewięć zamków naddunajskich. Jednak nawet ci spośród węgierskich możnych, którzy sprzyjali cesarzowi nie chcieli uznać Piotra jako króla, toteż Henryk III przekazał zdobyte zamki jednemu z krewnych Stefana I (prawdopodobnie księciu Béli).

## Ponownie na węgierskim tronie
Armia cesarza ponownie zaatakowała Węgry w czerwcu 1044 r. i w zwyciężyła wojska Samuela Aby w bitwie pod Ménfő (5 VII 1044). Pokonany władca ledwo co uszedł z życiem i poniósł śmierć dopiero nieco później w niezbyt jasnych okolicznościach. W każdym razie po zgonie rywala Piotr restytuował swoje rządy, a Królestwo Węgierskie stało się lennem Cesarstwa.
W następnym roku Henryk III ponownie przybył na Węgry, aby w Székesfehérvarze odebrać hołd lenny od Piotra (26 V 1045). Jednak i tym razem rządy tego ostatniego na Węgrzech nie potrwały długo. W 1045 r. udało mu się wprawdzie rozbić opozycję możnych węgierskich skierowaną przeciwko niemu, ale już w roku następnym całkowicie utracił poparcie duchowieństwa wypędzając z kraju królową-wdowę Gizelę. Węgierscy dostojnicy kościelni z biskupem Gellértem na czele zwrócili się do przebywających w Księstwie Kijowskim dwóch starszych synów Vazula Andrása i Béli, aby powrócili na Węgry. Latem 1046 r. wybuchł pogański bunt Vata i Piotr musiał salwować się ucieczką na zachód Królestwa Węgier.

## Śmierć
Piotr w okolicach Zámoly dostał się do niewoli synów Vazula i został przez nich oślepiony. Następnie przewieziono go do Székesfehérvaru, gdzie prawdopodobnie po kilku dniach zmarł.

## Małżeństwa
Zdaniem części badaczy żoną Piotra miała być wspomniana w kilku dokumentach Tuta, córka grafa Formbach Henryka (Hesso) I. Niektórzy sądzą, że była to druga żona Beli I.
Piotr miał w 1055 r. poślubić Judytę ze Schweinfurtu, wdowę po czeskim księciu Brzetysławie I. Obecnie przyjmuje się jednak, że małżeństwo to jest wymysłem kronikarza Kosmasa tym bardziej, że Piotr zmarł prawdopodobnie w 1046.

## Wywód rodowodowy
| 4. Pietro II Orseolo |  |                       |  |  |                  |
|                      |  | 2. Otton Orseolo      |  |  |                  |
| 5. Maria             |  |                       |  |  |                  |
|                      |  |                       |  |  | 1. Piotr Orseolo |
| 6. Gejza             |  |                       |  |  |                  |
|                      |  | 3. nieznana z imienia |  |  |                  |
| 7. Sarolta           |  |                       |  |  |                  |
|                      |  |                       |  |  |                  |